# Imbariê

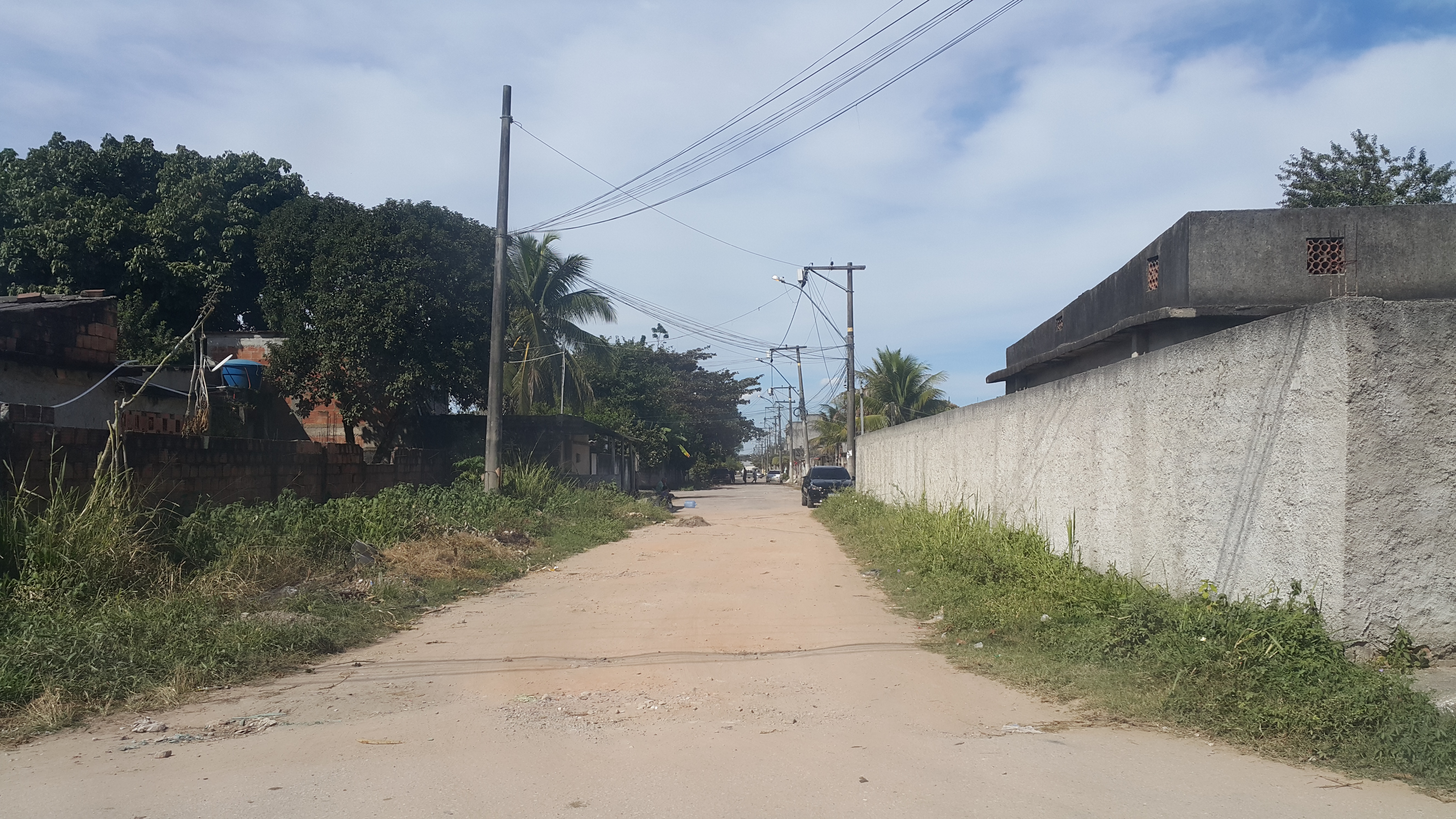
Uma rua residencial no bairro de Imbariê.

Imbariê é um bairro do município de Duque de Caxias, na Baixada Fluminense, situado no distrito de mesmo nome. Sua população é de aproximadamente 33 mil habitantes, compreendendo a 25% da população do 3º distrito. A maior concentração de pessoas no local até o presente momento, se deu graças a inauguração da FAETEC, no bairro vizinho Santa Lúcia, que atrai cerca de 300 alunos para cursos técnicos, da 3ª maior rede pública de ensino técnico do RJ. 